# Rachael Crawford
Rachael Crawford (* 1969 in Toronto, Ontario) ist eine kanadische Schauspielerin.

## Leben
Crawford wurde im Jahr 1991 für ihre Titelrolle im Fernsehdrama On Thin Ice: The Tai Babilonia Story (1990) für den Young Artist Award nominiert. Ihre Rollen im Drama Rude (1995) und im Thriller Pale Saints (1997) brachten ihr je eine Nominierung für den Genie Award. In den Jahren 1997 und 2000 wurde sie für den Gemini Award nominiert. Neben Filmen wie Wenn die Nacht beginnt (1995) und Kai Rabe gegen die Vatikankiller (1998) hatte sie vor allem Auftritte in Fernsehserien wie Mission Erde, Crossing Jordan und CSI: Miami.

## Filmografie (Auswahl)

### Filme
- 1986: 9B
- 1990: On Thin Ice: The Tai Babilonia Story
- 1994: Treacherous Beauties
- 1995: Wenn die Nacht beginnt (When Night is Falling)
- 1995: Curtis's Charm
- 1995: Rude
- 1996: Verraten und verkauft (Captive Heart: The James Mink Story)
- 1996: We the Jury
- 1997: In His Father's Shoes
- 1997: Pale Saints
- 1998: Kai Rabe gegen die Vatikankiller
- 1999: Love Songs
- 1999: Survivor – Das Grauen aus dem Eis (Survivor)
- 2000: Dirty Pictures
- 2000: The Ride
- 2002: Hell on Heels: The Battle of Mary Kay
- 2002: Red Skies
- 2003: The Sacrifice
- 2005: Cool & Fool – Mein Partner mit der großen Schnauze (The Man)
- 2008: Guns – Der Preis der Gewalt (Guns – Live by them, die by them)
- 2013: Der Traum vom Glück (Holidaze) (Fernsehfilm)
- 2014: Aaliyah: Princess of R&B (Fernsehfilm)
- 2020: Possessor

### Serienauftritte
- 1988: 9B
- 1988: Freitag der 13te
- 1988: T. and T.
- 1990: Brewster Place
- 1990: E.N.G.
- 1992: Here and Now
- 1994: Free Willy, Synchronstimme
- 1996: Traders
- 1997: Outer Limits – Die unbekannte Dimension (The Outer Limits, eine Folge)
- 1997: Between Brothers
- 1998: Twitch City
- 1999: The Hoop Life
- 2000: Mission Erde (Earth: Final Conflict)
- 2000: Falcone
- 2001: Cold Squad
- 2001: Soul Food
- 2002: Crossing Jordan – Pathologin mit Profil (Crossing Jordan)
- 2002: Strong Medicine: Zwei Ärztinnen wie Feuer und Eis (Strong Medicine)
- 2002: The Associates
- 2004: Mutant X
- 2004: Show Me Yours
- 2005: CSI: Miami
- 2011: Republic of Doyle – Einsatz für zwei (Republic of Doyle)
- 2014: The Strain (eine Folge)
- 2014: Continuum (eine Folge)
- 2014: Saving Hope (eine Folge)
- 2015: Degrassi: The Next Generation (neun Folgen)
- 2016: Heartland – Paradies für Pferde (Heartland, drei Folgen)
- 2017: Private Eyes (eine Folge)
- 2017: The Expanse (zwei Folgen)
- 2017: Incorporated (zwei Folgen)
- 2018: Titans (zwei Folgen)
- 2019: In the Dark (drei Folgen)
- 2021: Slasher (acht Folgen)
- 2022: Revenge of the Black Best Friend (eine Folge)
- 2023: Alert: Missing Persons Unit (eine Folge)
- 2023: Accused (eine Folge)